# Micromus tasmaniae
Micromus tasmaniae (лат.) — вид сетчатокрылых насекомых из семейства Hemerobiidae.
Широко распространён в Австралии, Новой Зеландии и на островах Тихого океана, таких как Новая Каледония и Вануату, известный также как Тасманийская бурая златоглазка (Tasmanian brown lacewing).

## Описание
Взрослые особи этого вида достигают длины 7,5—10 мм и, как правило, ведут ночной образ жизни. Продолжительность жизни златоглазки зависит от температуры (более высокие температуры приводят к сокращению личиночной стадии). Тасманийская бурая златоглазка размножается круглый год, выживая при температуре до 5 °C. У вида обычно прозрачные крылья и коричневое тело. Вид можно отличить от Micromus bifasciatus по пятнистому рисунку на передних крыльях вида, по сравнению с коричневыми поперечными полосами, встречающимися у Micromus bifasciatus.
Питаются нектаром, а также тлями и листоблошками.

## Распространение и экология
Этот вид широко распространен по всей Австралии, и, вероятно, является самым распространенным видом, встречающимся как в Австралии, так и в Новой Зеландии. В Новой Зеландии этот вид обитает по меньшей мере с 1869 года, и был обнаружен в отдаленных районах страны, включая Чатемские острова, Оклендские острова, Антиподовы острова и острова Кермадек. Его видели питающимся тлёй (особенно еловой тлёй) и находили на люцерне. В дневное время взрослые особи и личинки прячутся (днём личинки прячутся у оснований растений). Белые яйца овальной формы часто откладываются на волоски растений и паутину, рядом с теми видами, на которые охотятся взрослые особи.
Вид связан с более широким спектром растений, по сравнению с Micromus bifasciatus, который обычно связан с деревьями рода Podocarpus.